# Wiesława Kaniewska-Całka
Wiesława Kaniewska-Całka (ur. 18 lutego 1951 w Warszawie) – polska koszykarka, reprezentantka Polski, medalistka mistrzostw Polski.

## Kariera sportowa
Przez całą karierę sportową była związana z Polonią Warszawa, w której występowała od 1965, a od 1967 w rozgrywkach I-ligowych. Z warszawskim klubem zdobyła brązowy medal mistrzostw Polski w 1975 i wicemistrzostwo Polski w 1976. W 1978 spadła z drużyną do II ligi, ale w 1981 wywalczyła awans do ekstraklasy. Karierę zakończyła w 1983.
Z reprezentacją Polski juniorek wystąpiła na mistrzostwach Europy w 1969, zajmując 4. miejsce. Z reprezentacją Polski seniorek wystąpiła na mistrzostwach Europy w 1970 (6 m.), 1972 (9 m.) i 1974 (9 m.). Łącznie w I reprezentacji Polski wystąpiła w latach 1970-1974 w 104 spotkaniach.
Koszykarką Polonii była także je córka, Marta.